# ソミュール城
ソミュール城（フランス語：Château de Saumur）はフランス中西部、メーヌ＝エ＝ロワール県の都市ソミュールにある城である。元はノルマン人の略奪に対する強固な要塞として、ブロワ伯ティボー1世によって10世紀（960年ごろ）に城として建設されたが、後にシャトーとなった。
トゥエ川とロワール川の合流点を見渡せる場所に位置している。

## 歴史
1026年 プランタジネット朝後継者のアンジュー伯フルク3世に遺言によって引き継がれた。
1067年に一度破壊された後、12世紀後半にイングランド王ヘンリー2世によって再建された。
1203年、プランタジネット家と抗争していたフランス王フィリップ2世によって占拠された。破壊後に、戦略上の重要度から天守、控え壁、Massif barlongを備える城に増強させた。
1227年、フランス王ルイ9世は、さらに増強し王家の城とした。
14世紀に、アンジュー公ルイ1世・ダンジューは4隅の円柱の塔を八角柱にして壁を強化した。
16世紀の終わりに城壁が追加された。
1810年、ナポレオンの命令で刑務所と改装する命令が出された。使用された期間は3か月である。
1814年、ルイ18世の命令で武器・弾薬庫となった。
1906年にソーミュール市が城を購入し、1912年に博物館とした。アンジュー公の居住部分は陶磁器や考古学品などを展示する歴史博物館、大修道院付属教会部は馬術や馬具などを扱う馬博物館となっている。
1964年11月2日、フランスの文化財保護制度「歴史的記念物」に認定された。2000年に、本城を含む「シュリー＝シュル＝ロワールとシャロンヌ間のロワール渓谷」が、UNESCOの世界遺産に登録された。

## ギャラリー

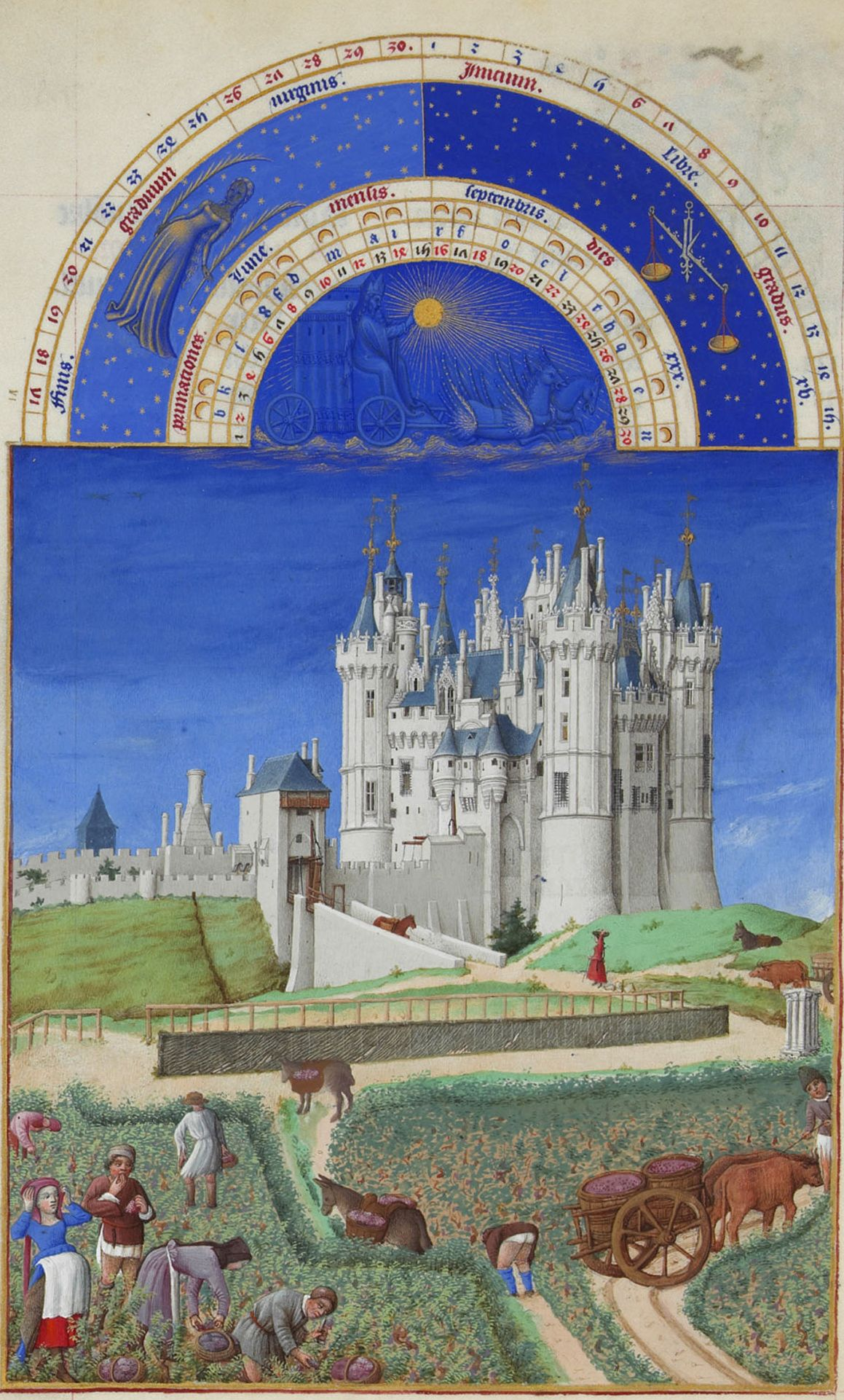
15世紀の装飾写本ベリー公のいとも豪華なる時祷書の中のソミュール城